# Seleskærer
En seleskærer er et stykke værktøj med en klinge, som muliggør en hurtig og ufarlig befrielse af personer fra en sikkerhedssele.
Bilejere anbefales at medbringe nødhammer og seleskærer for i tilfælde af et trafikuheld hurtigt at kunne befrie sig selv eller andre. Seleskæreren benyttes også af brandvæsnet til teknisk hjælpeydelse.

## Typer
Der findes flere forskellige typer seleskærere. En ældre type ligner i udseendet en almindelig køkkenkniv, men på spidsen af kniven er der påsat et stykke kunststof for at forhindre at personen skærer sig.
Den moderne type er en klinge, som er komplet integreret i et kunststofhus. Dette hus er udstyret med en slids, hvor selen indføres og overskæres. Der findes også typer, som er kombineret med en nødhammer.
Seleskæreren kan også være en bestanddel af en redningskniv og dermed være udstyret med en ekstra udklappelig klinge.